# Karolina Naja
Karolina Elżbieta Naja (Tychy, Silésia, 5 de fevereiro de 1990) é uma canoísta de velocidade polaca na modalidade de canoagem.

## Carreira
Foi vencedora da medalha de bronze em K-2 500 m em Londres 2012, junto com a sua colega de equipa Beata Mikołajczyk.